# Hiszpańska Biblioteka Narodowa
Hiszpańska Biblioteka Narodowa (Biblioteca Nacional de España) – największa biblioteka w Hiszpanii i jedną z największych na świecie. Znajduje się w Madrycie, a dokładnie przy Paseo de Recoletos.

## Historia
Biblioteka została ufundowana przez Filipa V w 1712 roku jako biblioteka królewska. W 1836 roku staje się biblioteką narodową i podlega rządowi. W 1943 roku powstaje Narodowe Archiwum Prasowe, otwarte dla publiczności w 1949 roku. 3 maja 1996 zostaje uruchomiona pierwsza strona internetowa BNE, a w 2007 roku  Elektroniczna Biblioteka Periodyków (Hemeroteca Digital) i Hiszpańska Biblioteka Cyfrowa. Od 2013 roku dyrektorem biblioteki jest Ana Santos Aramburo.  
Misją biblioteki jest konserwowanie, zarządzanie i rozpowszechnianie hiszpańskiego dziedzictwa bibliograficznego stworzonego we wszystkich mediach, przyczyniając się w ten sposób do przekształcania informacji w wiedzę i działając jako centrum informacyjne i usługowe, zdolne do zaspokojenia wymagań społeczności naukowej i rozpowszechniania wiedzy o Hiszpanii. 
Jest najwyższą hiszpańską instytucją biblioteczną i jest szefem hiszpańskiego systemu bibliotecznego.

## Działalność
Biblioteka Narodowa Hiszpanii jest centrum sztuki i kultury, zapewniając miejsce, w którym wszyscy obywatele tego kraju mogą uczestniczyć w wydarzeniach, które ich interesują. Oferuje czytelnikom usługi, które spełniają ich wymagania i zapewnia dostęp do swoich zbiorów, dostarczając kompleksowych informacji o wszystkich swoich archiwach. Jest dostawcą specjalistycznych usług informacyjnych i zasobów niezbędnych do badań i innowacji technologicznych. Efektywnie zarządza swoimi zbiorami poprzez program rozwoju, który zapewnia jakość, aktualność i aktualność zasobów. Stanowi ważny punkt odniesienia dla informatyków oraz bibliotek hiszpańskich i latynoamerykańskich. Wzmacnia swoje zaangażowanie w innowacje i rozwój, takie jak projekty cyfrowe, projekty komunikacyjne itp. zarówno w skali krajowej, jak i międzynarodowej. Zarządza przydzielonymi jej zasobami wydajnie i efektywnie w ramach parametrów określonych przez najlepszą praktykę oraz z celami ciągłego doskonalenia i doskonalenia usług użytkowników.
Biblioteka Narodowa Hiszpanii ma wśród swoich celów i funkcji promocję badań. Z tego powodu w 2002 r. utworzono "Nagrodę Bibliograficzną Biblioteki Narodowej", której celem jest wyróżnienie najlepszych prac z zakresu bibliografii hiszpańskojęzycznej w dowolnym jej aspekcie.

## Zbiory
Dekret królewski z 26 lipca 1716 roku nakazał wszystkim wydawcom dostarczenie do biblioteki kopii każdego wydawnictwa. 
Kolekcja składa się z ponad 26 000 000 pozycji, w tym:
- 15 000 000 książek i innych materiałów drukowanych
- 4 500 000 materiałów graficznych
- 600 000 nagrań dźwiękowych
- 510 000 wyników muzycznych
- 500 000 mikrofilmów
- 500 000 map
- 143 000 gazet i seriali
- 90 000 audiowizualnych
- 90 000 dokumentów elektronicznych
- 30 000 rękopisów.

Dział Rękopisów i Rzadkich Książek biblioteka przechowuje najcenniejsze starodruki i zbiory rękopiśmienne w krajach hiszpańskojęzycznych (w tym kodeksy średniowieczne, arabskie i greckie, najbardziej znaczącą kolekcję inkunabułów w Hiszpanii, książki i dokumenty wydane w latach 1500–1830, manuskrypty dzieł dramatycznych, autografy, osobiste archiwa oraz dokumenty historyczne i genealogiczne). Większość z tych materiałów została już skatalogowana, jednak nie wszystkie są dostępne w katalogu online. 